# Morgan Amalfitano
Morgan Amalfitano, född 20 mars 1985 i Nice, är en fransk före detta fotbollsspelare (mittfältare) som senast spelade för Rennes. Han har även representerat Frankrikes landslag.
Hans yngre bror, Romain Amalfitano, är också en professionell fotbollsspelare.